# Monument du Petit Insurgé
Le monument du Petit Insurgé (en polonais: Pomnik Małego Powstańca) est un monument de Varsovie, commémorant les enfants soldats qui ont combattu et qui sont morts pendant l'insurrection de Varsovie en 1944. Il est situé dans la Ulica Podwale, au pied des remparts de la vieille ville (pl).

## Histoire
La statue représente un jeune garçon portant un casque trop grand pour sa tête et tenant une mitraillette. Il est réputé être un jeune combattant sous le pseudonyme de « Antek », mort à l'âge de 13 ans, le 8 août 1944. Le casque et la mitraillette proviennent de l'équipement pris sur les soldats allemands pendant l'insurrection.
Le monument imaginé par Jerzy Jarnuszkiewicz (pl) en 1946, a de nombreuses fois été copié en taille réduite. La statue a été dévoilée le 1er octobre 1983 par le professeur Jerzy Świderski - un cardiologue, courrier pour la résistance pendant le soulèvement (pseudonyme: « Lubicz ») servant dans le régiment Gustaw de l'Armia Krajowa. 
Derrière la statue se trouve une plaque portant les mots « Warszawskie Dzieci » (Enfants de Varsovie), une chanson populaire de la période : 
« Warszawskie dzieci, pójdziemy w bój
za każdy kamień twój, stolico damy krew »
— Stanisław Ryszard Dobrowolski
        
« Enfants de Varsovie, nous nous dirigerons vers la bataille
pour chaque pierre, nous donnerons notre sang »

## Sources
- (en)/(pl) Cet article est partiellement ou en totalité issu des articles intitulés en anglais « Mały Powstaniec » (voir la liste des auteurs) et en polonais « Pomnik Małego Powstańca w Warszawie » (voir la liste des auteurs).